# 马丁·约翰逊 (音乐人)
马丁·贝内特·约翰逊（英語：Martin Bennett Johnson，1985年9月9日—），是一名美国歌手、词曲创作者和唱片制作人。约翰逊出生于美国麻薩諸塞州安多弗，拥有英国血统，并在麻薩諸塞州阿默斯特长大。2005年，约翰逊在波士顿成立了乐队男生愛女生，并在其中担任主唱和节奏吉他手。2017年，约翰逊推出了个人音乐项目午夜嬉戲。除了个人的音乐外，约翰逊还为包括艾薇兒·拉維尼、道特雷、杰森·德鲁罗、克里斯蒂娜·佩里、加文·德格劳和热情型男在内的许多知名艺人创作与制作了歌曲。
2021年，约翰逊与美国乡村音乐团体Runaway June的创作型歌手娜奥米·约翰逊（Naomi Cooke）结婚，
二人育有一孩。